# Liverpool Hope HC
Liverpool Speke Garston HC, tidigare Liverpool Hope HC, är en handbollsklubb från Liverpool i England som bildades 2001. Laget består av studenter från Liverpool Hope University och personer från området. Studenterna kommer bland annat från Frankrike, Spanien och Skandinavien. Liverpool Speke HC spelade säsongen 2022/2023 i Premier Handball League.